# Las floreras
Las floreras o La primavera es un cuadro pintado por Francisco de Goya y Lucientes. Pertenece a la serie destinada al comedor del príncipe de Asturias, del palacio de El Pardo en Madrid junto con La nevada, La vendimia y La era.
Fue pintado entre 1786 y 1787. Es un óleo sobre lienzo de dimensiones 277 x 192 cm. Se encuentra en el Museo del Prado de Madrid.
El cuadro muestra una escena campestre en la que una florera arrodillada bajo un rosal ofrece una flor a una mujer. Tras ellas, un hombre muestra un conejo y pide silencio. Una niña con un ramo de flores tira de la mano de la mujer. Al fondo a la izquierda, inmersa en un paisaje montañoso, se ve una iglesia. 